# Комлево (Тверская область)
Комлево — опустевшая деревня в Весьегонском муниципальном округе Тверской области.

## География
Деревня находится в северо-восточной части Тверской области на расстоянии приблизительно 23 км на юг по прямой от районного центра города Весьегонск.

## История
Была известна с 1797 года. Дворов в ней было 15 (1859 год), 16 (1889), 30 (1931), 18 (1963), 10 (1993), 6 (2008),. До 2017 года входила в состав Пронинского сельского поселения, с 2017 по 2019 год входила в состав Ивановского сельского поселения до упразднения последнего. По состоянию на 2020 год опустела.

## Население
Численность населения: 77 человек (1859 год), 93 (1889), 131 (1931), 61 (1963), 17 (1993), 8 (русские 87 %) в 2002 году, 5 в 2010.